# Mongpai
Mongpai, o Mobye, és un estat dels Estats Shan dins l'estat Shan de Myanmar. Té uns 1.062 km². La capital és Mongpai, petita ciutat a la frontera amb el país Karen (Estat Kayah) a la riba del riu Pilu, al final de la vall de Nam Pilu. Té al sud-est l'estat de Sakoi, a l'est el de Samkha, i al sud l'estat Kayah de Myanmar. És un estat pobre menys a la zona sud-est a la vall del Pilu on es produeixen alguns cultius com arròs, cotó, tabac, te i fusta. Tot el país menys el sud-est (on viuen els shan) està poblat per tribus algunes en un estat de gran retard. Les principals ètnies són, ja esmentats els shan, els Taungthu, els Karenni, els Yinbaw, els Intha, i d'altres. L'ètnia majoritària del país són els Padaung (una branca dels Karenni i emparentats amb els taungthu) amb les seves famoses dones girafa, que es posen collars (anells) al coll per fer-lo créixer.

## Història
El principat fou fundat al segle xvi per On Baung de Hsipaw. El 1836 els Padaung van portar al seu candidat al tron, i aquest candidat era un jove shan que havia obtingut el seu suport. Aquest príncipat va formar part de la Confederació d'estats Shan contra els britànics del 1886. El 1887 el príncep va acceptar el protectorat britànic i el 1890 va abdicar en el seu fill. El 1946 els Padaung van deposar el príncep i van proclamar la unió de l'estat amb Karenni, sota la direcció de Dai Bahan, que era catòlic i que va donar suport al govern de l'Estat Karenni però va estar contra els Karen per qüestions religioses. La dinastia Shan va passar a l'exili però va tornar el 1949 uns mesos després de la derrota de Dai Bahan. El 1959 el príncep va abdicar com la resta de prínceps del país shan i els principats esdevingueren repúbliques poc favorables a mantenir la unió amb Birmània. As anys seixanta fou teatre de la rebel·lió dels Padaung, que va acabar el 1992.

### Sawpaw de Mongpai
- Hkun Pya 1803 - 1805
- Hkam Maung 1805 - 1808
- Hkam Hlaing 1808 - 1820
- Nga Kyi (Regent) 1820 - 1823
- Hkam Hlaing (segona vegada) 1823 - 1836
- Hkun Yon 1836 - 1890
- Hkun ¿ 1890 - 1908
- Sao Pin Nya 1908 - 1946
- Dai Bahan 1946-1948
- Vacant 1948-1949
- Sao ¿ 1949-1959